# Almoctadir (califa)
Almoctadir (em árabe: المقتدر; romaniz.: Al-Muqtadir) foi o califa abássida entre 908 e 929 e, novamente, entre 929 e 932.

## História
Após o califa anterior, Almoctafi, ter ficado de cama por diversos meses por conta de uma doença, diversas intrigas palacianas surgiram com o objetivo de determinar quem seria o próximo califa. A escolha seria entre o irmão caçula de Almoctafi, Abedalá ibne Almutaz, preferido dele, e um descendente de Almutaz de apenas treze anos. O vizir, imaginando ter maior poder ao escolher um califa menor de idade, escolheu o garoto, que assumiu o nome de Almoctadir, "Poderoso com a ajuda de Alá", um título infeliz para o caso, pois mesmo quando adulto, ele se mostrou um hedonista facilmente manipulável pelas mãos das mulheres da corte e de suas favoritas. Seu reinado de vinte e cinco anos é um registro constante de intrigas e assassinatos por parte dos treze diferentes vizires que passaram pelo cargo. 
Havia muito tempo que conflitos entre os muçulmanos e os bizantinos ocorriam na região da Ásia Menor, com grandes perdas entre os muçulmanos, inclusive com um grande número de soldados sendo levados como prisioneiros. A fronteira bizantina, porém, passou a ser ameaçada também pelas hordas búlgaras e, por isso, a imperatriz Zoé Carbonopsina enviou dois emissários a Bagdá com o objetivo de assegurar um armistício e também um resgate em dinheiro pelos prisioneiros muçulmanos. A embaixada teve muito sucesso e a paz entre os impérios foi restaurada. Uma soma de 120 000 peças de ouro foi paga pela liberdade dos prisioneiros.
Porém, este resultado só provocou mais insatisfação na capital. A população, insatisfeita com os resultados dos "infiéis" na Ásia Menor e com as perdas de igual tamanho na Pérsia, acusaram o califa de não se importar com nada disso e de, ao invés de tentar restaurar o prestígio do Islã, passar os dias com escravas e músicos. 
Doze anos depois, Almoctadir foi sujeitado à indignidade de ser deposto. Os principais cortesões, tendo conspirado contra o califa, forçaram-no a abdicar em favor de seu irmão Alcair. Porém, após diversas ocorrências de revoltas e saques, com a perda de milhares de vidas, os conspiradores perceberam que não tinham o apoio do exército. Almoctadir, que fora mantido em segurança, foi novamente alçado ao trono. Porém, após essas revoltas, o tesouro estava tão exaurido que não havia nada restante para o pagamento dos guardas da cidade. 
O califa acabou sendo assassinado fora dos portões da cidade em 932.

## Influência
O breve respiro no declínio dos abássidas pelos três últimos califas chegou ao fim. Do reino de Almoctadir em diante, o Califado Abássida entrou num inexorável declínio. Ao mesmo tempo, muitos dos mais famosos nomes da literatura e da ciência mundial emergiram neste e nos califados seguintes. Entre os mais famosos estão: Ixaque ibne Hunaine  (m. 911) (filho de Hunaine ibne Ixaque), um médico e tradutor de obras filosóficas gregas para o árabe; Amade ibne Fadalane, o explorador; Albatani (m. 923), astrônomo; Atabari (m. 923),  historiador e teólogo; Rasis (m. 930), filósofo que deu contribuições fundamentais e duradouras à medicina e à química; Omar Caiam (m. 1123), poeta, matemático e astrônomo; Almançor Alhalaje, um místico, escritor e um mestre do sufismo, famoso por sua aparente - e controversa - autoproclamada divindade, sua poesia e sua execução por heresia por Almoctadir. 
O longo reinado de Almoctadir levou o califado ao seu pior momento. As perdas no cenário externo foram secundárias e, ainda assim, se foram a África e, quase, o Egito. Moçul de fato acabou com a dependência de Bagdá e os bizantinos faziam raides à vontade nas fronteiras. Ainda assim, no oriente, havia ainda um reconhecimento formal da figura do califa, mesmo entre os que virtualmente reivindicavam a independência. Próximo da capital, os terríveis carmatas foram, por ora, subjugados. Em Bagdá, Almoctadir, marionete de uma corte venal, estava à mercê de tropas estrangeiras que, lideradas principalmente pelos turcos e outros oficiais estrangeiros, frequentemente se rebelavam. Assim, reduzido e subjugado, deposto e, finalmente, assassinado por um oficial a quem ele pedira apoio, o prestígio que seus antecessores imediatos tinham reconquistado se perdeu. O trono califal se tornou objeto de desprezo internamente e um prêmio a ser conquistado pelos inimigos estrangeiros.